# حملة النيل الأزرق الجوية (2011–2017)
حملة النيل الأزرق الجوية تشير إلى العملية الجوية المكثفة التي نفذتها القوات الجوية السودانية ضد مواقع الحركة الشعبية لتحرير السودان – شمال (SPLM‑N) في ولايتي النيل الأزرق وجنوب كردفان، امتدت من سبتمبر 2011 حتى أواخر 2017. تمثل هذه الحملة أكبر عملية إسناد جوي داخلي ذُكرت في التاريخ العسكري المعاصر للسودان.

## خلفية
اندلعت الحرب في النيل الأزرق (سبتمبر 2011) بعد أشهر من انفصال جنوب السودان، حيث احتفظ التنظيم بقواته المسلّحة في جمهورية السودان بعد إستقلال الجنوب مطالِبةً مجددا بحُكمٍ ذاتي أوسع. ردَّت الحكومة بإعلان ولاية الطوارئ وإطلاق عمليات «الصيف الحاسم»، معتمدةً على التفوق الجوي لكبح تقدّم الحركة.
اندلع القتال أولًا في جنوب كردفان منتصف 2011، وانتقل إلى النيل الأزرق في سبتمبر بعد رفض الحكومة إعادة توزيع السلطة عقب انفصال جنوب السودان. تبنى جهازُ الدولة السودانية سياسة عسكرية تعتمد على التفوق الجوي المدعوم بوحدات ميغ وأنطونوف وقصف مدفعي ممنهج ضد مواقع التمرد.
اعتمدت القوات الحكومية على قوات محلية وعلى الميليشيات القبلية الموالية بالتزامن مع القصف الجوي لخلق بيئة ضغط مزدوجة على المتمردين. وقد ضمّت هذه الميليشيات أفرادًا من القبائل التي تربطها روابط عربية.
شكلت ولاية النيل الأزرق نسيجًا قبليًّا متنوعاً. يضم مجموعات مثل (انغسانا، بورتون، هاماج، وبيرتا)، الذين ظهرت لديهم مطالبات سلطوية وسياسية ضمنية ما أدى إلى احتكاكات عرقية واجتماعية متصاعدة. مثلت هذه المجموعات رأس الحربة في التمرد بقيادة مالك عقار الذي قاوم أي إستعمال للغارات الجوية قبل أن يُعفى من منصب حاكم النيل الأزرق عام 2011 بعد إندلاع التمرد. شاركت قبائل عربية مثل الكنانة والحمادة، إلى جانب قبائل أفريقية عربية الأصل مثل الفونج و مشاركة محدودة من الهاوسا، في دعم الحكومة ضد الحركة الشعبية لتحرير السودان – شمال. هذه القبائل، التي أُطلقت عليها تسمية "القبائل الموالية"، تحالفت مع الجيش السوداني واستُخدمت تكتيكات محلية لاستهداف المتمردين ضمن استراتيجية توظيف القبيلة كأداة ضغط اجتماعي وإداري.

## التكتيكات الجوية والعمليات
في إطار حملة النيل الأزرق الجوية، نشرت القوات الجوية السودانية بقيادة اللواء طيار صلاح عبد الخالق سعيد تشكيلات قتالية من طائرات الهجوم الأرضي والمقاتلات الاعتراضية، شملت طائرات Su‑24 وSu‑25 وMiG‑23 وMiG‑21، بالإضافة إلى طائرات النقل أنطونوف المعدلة لقصف التجمعات والطرق الخلفية للمتمردين .
تم تنظيم طلعات جوية مكثفة بهدف تحقيق التفوق الجوي أثناء العمليات البرية وتقويض خطوط التمرد والأمداد. في أبريل 2015، قبل الانتخابات العامة، نفّذت القوات الجوية حملة قصف مركّزة استهدفت مواقع متقدمة للتمرد ومخزونات الأسلحة لتقطيع أوصال تنظيم حركة تحرير السودان إن وفرض ضغط لوجستي واقتصادي عليه.

## سير العمليات
2011–2012: تكتيك القصف المنخفض – اعتمدت القوات الجوية على المروحيات Mi‑24 وطائرات النقل أنتونوف‑26 كقاذفات مرتجلة لإلقاء براميل متفجرة على القرى المتهمة بدعم وإيواء وتنظيم شؤون الحركة الشعبية، بهدف إخضاع المجتمع العرقي الداعم للتمرد وقطع خطوطه اللوجيستية
ردت الحركة الشعبية لتحرير السودان–شمال بإطلاق صواريخ مضادة للطائرات وشنّ هجمات مباغتة على مواقع الطيران الثابت في مطار الدمازين، معزّزة ذلك بدعم استخباراتي أفريقي.
دفع القصف المتمردين ومئات الأسر للفرار إلى مخيمات اللاجئين في إثيوبيا وجنوب السودان، حيث وصل عدد القادمين إلى إثيوبيا أكثر من 27,500 خلال الأشهر الأولى.
2013–2014: استهداف البنية الزراعية – نفّذت القوات قصفًا موجّهًا لأكثر من 170 مرة ضد المزارع ومخازن الحبوب، ضمن حملة هدفها إجبار المتمردين على الاستسلام عبر تجويع قواعدهم اللوجستية
وصفت SPLM‑N ذلك بأنه "حصار جوي غذائي" واستجابت بسياسات تقشّف جماعي داخلي وتعزيز علاقاتها مع المجتمعات القبلية المحليّة للتخفيف من آثار الجوع.
2015: إدخال طائرات Su‑24 المستعملة – كشفت صور أقمار صناعية نشر قاذفات بعيدة المدى في مطار الدمازين، أطلق عليها متمردو SPLM‑N اسم «صيف النصر»، بهدف ضرب خطوط الإمداد الخلفية والجسور الحيوية قبل الانتخابات
رصدت الحركة فقدانها نقاط اتصال عسكرية إثر القصف، وأعلنت تأجيل طلعاتها البرية، فيما بدأت إثيوبيا وجنوب السودان في دعم دبلوماسي لحماية اللاجئين المتضررين.
2016–2017: تراجع وتيرة الطلعات – عقب إعلان وقف إطلاق النار الأحادي في ديسمبر 2016، انخفضت عمليات القصف إلى أقل من عشر غارات شهريًا، وتوقفت تدريجيًا بحلول منتصف 2017 أبقت SPLM‑N قواتها في موقف دفاعي، بينما بدأ السودان في إعادة هيكلة إداريّة محلية بالتنسيق مع قياداتقبلية، لتثبيت الاستقرار المحلي. أبدى كل من جنوب السودان وإثيوبيا قلقًا مستمرًا من احتمال تجدد النزاعات، ودعا مجلس الأمن التابع للأمم المتحدة إلى مراقبة الوضع على الحدود، تحسبًا لتداعيات إنسانية ناجمة عن فشل الاتفاق.
بعد توقف الغارات الجوية منتصف 2017، شنت قوات حركة تحرير السودان - شمال – وعلى رأسهم فصيل عبد العزيز الحلو – عدة هجمات على تجمعات عربية موالية للحكومة في مناطق بجنوب النيل الأزرق، مما أدى إلى نزوح مئات الأسر العربية من القرى الحدودية.

## التداعيات السكانية والإنسانية
نتج عن الحملة نزوح واسع: تجاوز عدد اللاجئين 205,000 إلى دول الجوار، وأكثر من 700,000 نازح داخلي. رغم إعلان وقف إطلاق النار رسميًا منتصف 2016، استمر القصف والانتهاكات حتى أواخر 2017، ما أدى لمأساة اجتماعية عميقة في المجتمعات القبلية، خصوصًا بين جماعات الهوسا والبيرتا.

## التغطية الإعلامية
على الرغم من طول أمد الحملة، ظلّ الاهتمام الإعلامي الدولي محدودًا نظرًا لتزامنها مع أزمات إقليمية أكبر (الحرب السورية، الصراع اليمني)، واعتماد الخرطوم على التعتيم الميداني ومنع الصحافة من الوصول إلى مناطق القتال.

## المعرض

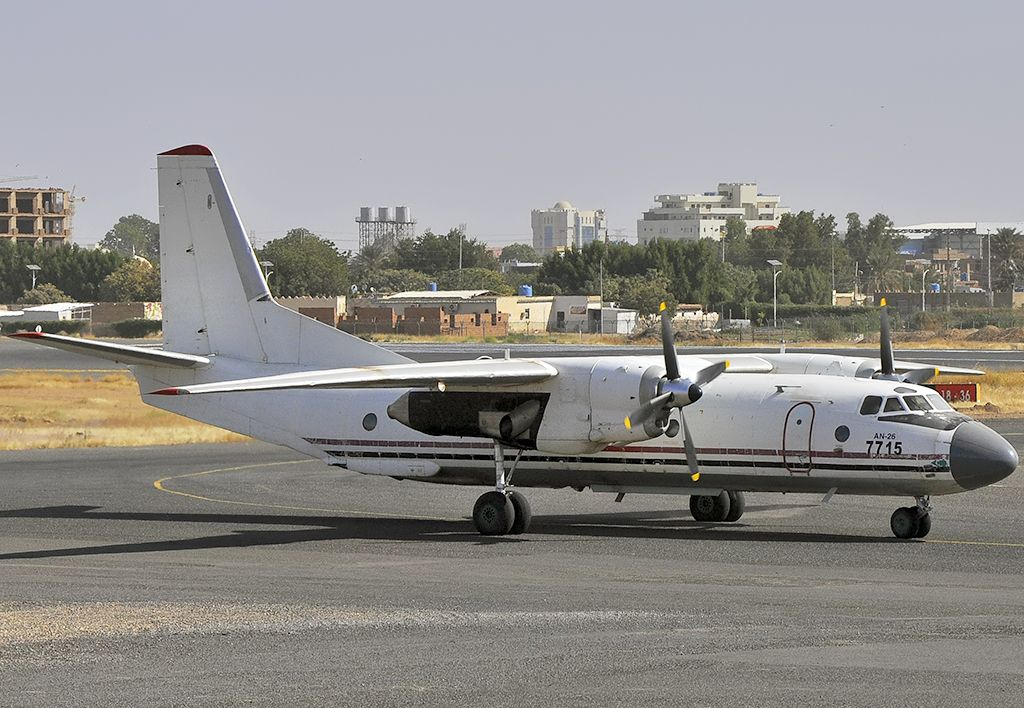
طائرة An‑26 سودانية شبيهة بتلك المستخدمة في قصف النيل الأزرق (صورة أرشيفية).
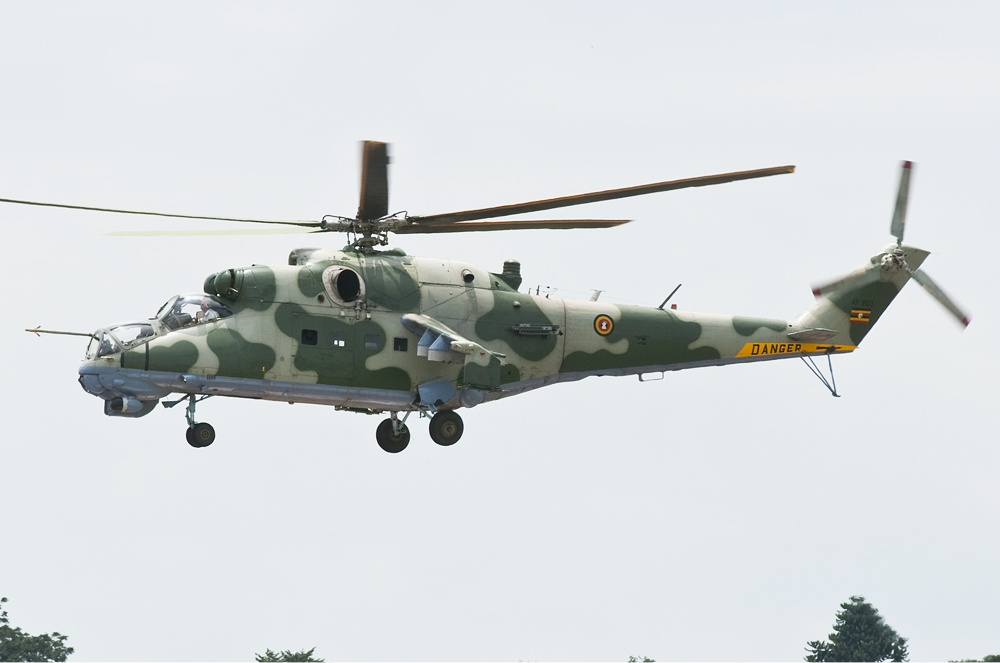
مروحية Mi‑24